# Калиновка (Аргаяшский район)
Калиновка  — деревня в Кулуевском сельском поселении, Аргаяшского района, Челябинской области. 

## Географическое положение
Расположена в центральной части района, на берегу небольшой реки, правый притока реки Зюзелка. Расстояние по дороге до центра Кулуева — 26 км.
Рядом с деревней располагались овощные теплицы, где работали граждане Китая и Северной Кореи. 

## Население
| 2002 | 2010 |
| ---- | ---- |
| 124  | ↘102 |

(в 1995 — 113)

## Улицы
- Нижняя улица
- Новая улица
- Центральная улица